# Luis Ángel Maté
Luis Ángel Maté Mardones (Marbella, Espanha, 23 de março de 1984) é um ciclista espanhol,  profissional desde 2008. A sua equipa atual é a Espanhola(Basca), Euskaltel - Euskadi . ele Irá se aposentar em 31/12/2024

## Carreira desportiva

### Categorias inferiores

#### Cadete
Em 1999, em cadetes a sua primeira carreira foi em Humilladero, e foi segundo. Ser ciclista num lugar como Marbella não é muito habitual, pelo que sua família tinha que fazer grandes esforços para que Luis corresse; um dado, de cadete a sua equipa era o ACI, de San Fernando (Cádiz), a 170 km de sua casa.
Um ponto fixo na sua carreira foi quando ingressou no CTD (Centro de Tecnificação Desportiva) da Junta de Andaluzia, ali começou a aprender a ser desportista e ciclista da mão de gente como Salvador Cabeza de Vaca, passava muito tempo fora de casa concentrados em Chiclana e em Dos Hermanas, e os resultados chegaram, nesse ano, o seu segundo de cadete, se proclamou, com a seleção andaluza de ciclismo Campeão da Espanha de Perseguição Olímpica em pista.

#### Júnior
Já em juvenis correu no UCOP de Granada, um das melhores equipas da Espanha da sua categoria. Ali da mão de Emilio Rivera, passou dois anos muito bons. Nesses dois anos seguiu compartilhando a pista com a estrada graças a Emilio que sempre lho recomendou sem lhe pôr nenhuma mão.

### Ciclismo amador
De amador passou ao Ávila Rojas, trampolim de grandes ciclistas, nos primeiros anos foram muito duros, compartilhou a bicicleta com os estudos, sacou-se o Barcharelato no noturno, que tinha deixado, e se matriculou depois de passar pela selectividad, em Ciências da Atividade Física e o Desporto, pela Universidade de Granada. Em seus dois primeiros anos na equipa, baixo a direção de Ignacio Rodríguez aprendeu muito.
Na sua terceira temporada com a equipa estacionou um pouco os estudos, graças ao apoio dos seus pais, e dedicou-se desde o princípio cem por cem à bicicleta.
Como ciclista amador conseguiu 8 vitórias, algumas delas de importância como as duas etapas que ganhou no Circuito Montañés em 2005 e 2007, a etapa rainha da Volta a Tenerife 2007, foi Campeão da Andaluzia em Estrada e obteve meritórios postos nas provas com mais renome dentro do calendário nacional. Ganhou as corridas de G.P. San Xosé de Vigo, o Troféu del Pavo de Marbella em duas ocasiões e Troféu San Luis em La Granja de San Ildefonso. Foi várias vezes selecionado pela Seleção espanhola de ciclismo amador para competir em provas como a Clássica dos Portos onde fez um meritório 14º posto em 2007 junto a ciclistas profissionais da talha de Alejandro Valverde. A Luis já lhe tocava dar o salto definitivo ao campo profissional.

### Ciclismo profissional
Em 2008 estreia como profissional na equipa Andaluzia-Cajasur no que esteve durante uma única temporada. Não correu muitas corridas nesse ano, tão só algumas do calendário nacional espanhol.
Em 2009 alinhou pela equipa continental venezuelana Serramenti PVC Diquigiovanni-Androni Giocattoli, graças à sua amizade com Davide Rebellin. Os seus primeiros sucessos não demoraram em chegar. Luis Ángel estreia com a sua nova equipa em fevereiro na Volta a Andaluzia, mostrou-se como o corredor mais combativo da carreira e conseguiu se levar a geral da montanha a título individual e a geral por equipas com o resto dos seus colegas. Depois, na Tirreno-Adriático ajudou ao seu colega Michele Scarponi a obter o triunfo na classificação geral final, levando-se ademais a sua esquadra a classificação geral por equipas.
Em 2010, em sua segunda temporada na esquadra transalpina começou a temporada ganhando a sexta etapa do Tour de San Luis, na Argentina, uma etapa de montanha com final no Mirador del Sol (um porto de uns 7 quilómetros com um desnível médio de 8,75% e rampas de até o 16%), na que se impôs a ciclistas da talha de Michael Rasmussen ou Vincenzo Nibali.
Em 2011 estreia com a Cofidis na Rota del Sur, com uma vitória na quarta etapa. Ademais, teve uma atuação destacada na Volta a Espanha.
Em 2012 liderou à equipa francesa na Volta a Andaluzia, onde esteve em várias fugas e ficou em segunda posição na primeira etapa, com final em Benalmádena, por trás do também andaluz Javier Ramírez Abeja. Ademais, nesta mesma corrida, ganhou as classificações da montanha e de metas volantes, e ficou segundo na classificação de melhor andaluz. Em verão estreia no Tour de France, 22 anos após Jesús Rosado e Mario Lara, os últimos malaguenhos que o tinham feito até então. Também correu de novo a Volta a Espanha.
A temporada de 2013 começou muito ativo, como sempre, na Volta a Andaluzia, onde fez boas posições nos parciais, lhe escapando na última jornada um maillot da montanha que tinha quase assegurado. Quatro dias depois, disputou a Volta a Múrcia, na que conseguiu um meritório 5º posto, superado só pelo seu colega de equipa Dani Navarro, Bauke Mollema, Alejandro Valverde e Robert Gesink. Repetiu vitoria na volta a Portugal em bicicleta na cidade da Guarda vencendo em 2023 e 2024.

## Palmarés
Cadete
- Campeão de Espanha de Perseguição Olímpica em pista

Amador Sub 23
- 1x Troféu San Luis La Granja de San Ildefonso
- 2x Troféu del Pavo Marbella
- 1x G.P. San Xosé Vigo
- 1x Campeão da Andaluzia em Estrada

2005
- 1 etapa do Circuito Montañés

2007
- 1 etapa do Circuito Montañés
- 1 etapa na Volta a Tenerife

Elite
2010
- 1 etapa do Tour de San Luis

2011
- 1 etapa na La Route du Sud Cycliste - La Dépêche du Midi

2023
- 1 etapa na Volta a Portugal (Guarda)

2024
- KOM, Classificação montanha + 1 etapa na Volta a Portugal (Guarda)

## Resultados nas Grandes Voltas e Campeonatos do Mundo
| Carreira           | 2008 | 2009 | 2010 | 2011 | 2012 | 2013 | 2014 | 2015 | 2016 | 2017 | 2018 |
| ------------------ | ---- | ---- | ---- | ---- | ---- | ---- | ---- | ---- | ---- | ---- | ---- |
| Giro d'Italia      | -    | -    | -    | -    | -    | -    | -    | -    | -    | -    | -    |
| Tour de France     | -    | -    | -    | -    | 130º | 88º  | 31º  | 43º  | 55º  | 56º  | -    |
| Volta a Espanha    | -    | -    | -    | 63º  | 47º  | 42º  | 19º  | -    | 22º  | 24º  | 106º |
| Mundial em Estrada | -    | -    | -    | -    | -    | -    | -    | -    | Ab.  | -    | -    |

-: não participa

Ab.: abandono

## Equipas
- Andalucía-Cajasur (2008)
- Serramenti PVC Diquigiovanni-Androni Giocattoli (2009-2010)
- Cofidis (2011-2018)
- Euskaltel - Euskadi (2021-)
  - Cofidis, le Crédit en Ligne (2011-2012)
  - Cofidis, Solutions Crédits (2013-2018)
  - Euskaltel - Euskadi (2021-) Irá se aposentar em 31/12/2024